# Synagoga w Aleksandrowie Kujawskim
Synagoga w Aleksandrowie Kujawskim – nieistniejąca synagoga znajdująca się w Aleksandrowie Kujawskim przy ulicy Strażackiej.
Synagoga została zbudowana na przełomie XIX-XX wieku. Podczas II wojny światowej hitlerowcy zburzyli synagogę. Po zakończeniu wojny nie została odbudowana.